# Bukka Raya I
Bukka Raya I, talvolta chiamato Bukka ಬುಕ್ಕ್ (fl. XIV secolo), fu il secondo rajah (imperatore) della dinastia Sangama, che governò l'Impero Vijayanagara tra il 1356 e il 1377.
Della sua infanzia (come quella del fratello Harihara Raya I) non si hanno molte notizie, la maggior parte di ciò che sappiamo è basato su ipotesi più o meno attendibili. Una di queste teorie sostiene che i fratelli siano discendenti del clan Kuruba e li pone come comandanti dell'esercito sotto gli ordini del re di Warangal. In seguito alla sconfitta del re per mano dei Muhammad bin Tughluq, Bukka e suo fratello furono catturati e inviati a Delhi, dove vennero convertiti all'Islam con la forza. Fuggiti, ripresero il loro stile di vita indù e fondarono l'Impero Vijayanagara sotto il consiglio del bramino Vidyaranya. Un'altra teoria, tuttavia, sostiene che i fratelli fossero comandanti dell'Impero Hoysala e nati nelle vicinanze della città di Hampi, nell'odierno Karnataka, e che semplicemente ereditarono l'Hoysala. Mentre l'affidabilità di entrambe le teorie è ancora un argomento controverso, è fuor di dubbio che entrambi fossero stati grandi strateghi e che fondarono l'Impero. 
Nel corso dei ventun anni del regno di Bukka Raya (trentasette secondo Fernão Nunes), l'Impero prosperò e si ampliò a scapito della maggioranza dei regni indipendenti del sud del subcontinente. Verso il 1360 aveva annesso tutta la regione attorno a Penukonda dopo aver sconfitto il regno di Sahmbuvaraya (intorno a Arcot) e i Reddis di Kondavidu. Infine nel 1371 vinse sul Sultanato di Maturai, aggiungendo al suo territorio l'importante centro commerciale di Rameswaram. La sua famiglia lo accompagnò: suo figlio Kumara Kamapna combatté al suo fianco e sua moglie, Gangambika, scrisse una cronaca della sua campagna in sanscrito, il Madhuravijayam. 
Il maggior nemico dell'Impero Vijayanagara a quel tempo fu il Sultanato di Bahmani, in lotta per il dominio sull'altopiano del Deccan. I due imperi fondati allo stesso tempo, geograficamente vicini e con gli stessi obiettivi militari, furono chiamati ad affrontarsi senza pietà, ed perdurò fino alla disintegrazione del sultanato e la sua successiva suddivisione in cinque Stati. Poco prima della sua morte, Bukka trasferì la capitale ad Hampi, in un luogo più sicuro e più facilmente difendibile rispetto alla precedente capitale, Anegondi, e spedì un'ambasciata per aprire le relazioni diplomatiche con la Cina. Nonostante le guerre e le ribellioni, Bukka fu in grado di espandere la città e migliorarne le infrastrutture e fornì patrocinio ad un gran numero di scrittori, poeti e filosofi. Ugualmente decine di intellettuali e gruppi di religiosi furono istruiti da Vidyaranya e Sayan.